# Volo All Nippon Airways 61
Il 23 luglio 1999 un Boeing 747-481D della All Nippon Airways con 503 passeggeri sul volo 61, inclusi 14 bambini e 14 membri dell'equipaggio a bordo, decollò dall'aeroporto di Tokyo-Haneda a Ota, Tokyo, Giappone, in rotta verso il Nuovo Aeroporto di Chitose, sempre in Giappone, vicino all'isola di Sapporo quando fu dirottato da Yuji Nishizawa.

## L'incidente
Circa 25 minuti dopo il decollo alle 11:48 JST, Nishizawa usò un coltello da cucina, lungo 20 centimetri (7,9 pollici), per costringere un assistente di volo a consentirgli l'accesso alla cabina di pilotaggio. Costrinse il primo ufficiale 34enne Kazuyuki Koga ad uscire, rimanendo nel cockpit con il comandante 51enne Naoyuki Nagashima, il quale riuscì ad informare il controllo del traffico aereo (ATC) del dirottamento. Nishizawa pugnalò Nagashima al petto e prese il controllo dell'aereo, scendendo a un certo punto a un'altitudine di 300 metri (980 piedi).
Alle 12:09 JST, i membri dell'equipaggio furono in grado di sottomettere Nishizawa e il copilota Koga tornò nella cabina di pilotaggio, comunicando ai controllori del traffico aereo: "È un'emergenza. Il capitano è stato accoltellato. Preparate un'ambulanza". L'aereo effettuò un atterraggio d'emergenza all'aeroporto di Haneda alle 12:14 e Nishizawa è stato immediatamente arrestato. Un medico confermò la morte del comandante Nagashima, originario di Yokohama, poco dopo l'atterraggio dell'aereo. Nishizawa è stato accusato di omicidio.

## Fallimento della sicurezza
Nishizawa aveva contrabbandato il coltello a bordo dell'aereo sfruttando molteplici falle nella sicurezza ad Haneda. Aveva scoperto che era possibile accedere ai gate di partenza dall'area ritiro bagagli senza passare dai controlli di sicurezza. Aveva effettuato per la prima volta il check-in per un volo di andata e ritorno della JAL da Tokyo ad Osaka con il coltello nel bagaglio registrato mentre effettuava anche il check-in per il volo 61; al ritorno a Tokyo recuperò il suo bagaglio dal volo di Osaka portandoselo a bordo del volo 61 come bagaglio a mano.
Inizialmente aveva pianificato di effettuare il dirottamento il giorno prima, il 22 luglio. Aveva detto ai suoi genitori ed allo psichiatra che stava viaggiando da solo ad Hokkaido, ma i suoi genitori avevano scoperto le sue borse contenenti molti biglietti aerei e il coltello, facendolo ritardare i suoi piani di un giorno. Nishizawa aveva prenotato i biglietti per più voli in partenza: oltre al volo 61 per Chitose, aveva i biglietti per il volo ANA 083 per Naha che partiva dieci minuti prima del volo 61 e il volo 851 per Hakodate.
Nishizawa aveva scoperto la falla nella sicurezza un mese prima del dirottamento, e dopo averla confermata su un volo di andata e ritorno per Kumamoto, aveva inviato delle lettere al Ministero dei Trasporti, alla direzione dell'ANA e ad altre agenzie, oltre ai principali quotidiani, informandoli delle sue intenzioni. Inoltre, richiese un impiego all'aeroporto come guardia di sicurezza. L'aeroporto fece una telefonata in risposta, ma non intrapresero ulteriori azioni fino a dopo il dirottamento, quando le procedure sono state riviste in modo completo in tutti gli aeroporti giapponesi, eliminando il difetto.
Dopo l'incidente, il ministero dei Trasporti giapponese ordinò controlli più severi con i bagagli trasportati a mano portati attraverso i controlli di sicurezza prima di salire a bordo di qualsiasi aereo.

## Conseguenze
Yuji Nishizawa, nato l'8 settembre 1970 a Tokyo, all'epoca era un disoccupato di 28 anni del quartiere di Edogawa a Tokyo. Durante le indagini è stato rivelato che Nishizawa aveva assunto una grande dose di farmaci SSRI (che sono antidepressivi) prima dell'episodio. Si diceva che Nishizawa fosse un appassionato di simulatori di volo. Diceva di aver dirottato l'aereo perché voleva farlo volare sotto il Rainbow Bridge a Tokyo. È stato anche scoperto, in un esame commissionato dal suo avvocato difensore, come avente la sindrome di Asperger. Il 23 marzo 2005 è stato dichiarato colpevole ma malato di mente; pertanto, era solo in parte responsabile delle sue azioni. Giorni dopo, il presidente del tribunale Hisaharu Yasui lo condannò all'ergastolo.
A causa dei problemi di pazzia criminale, i mass media inizialmente non avevano rivelato il nome di Nishizawa quando parlarono del caso. Tuttavia, il 27 luglio, il Sankei Shimbun pubblicò il suo nome e la sua fotografia, affermando che l'incidente è stato un "reato grave". A seguito di questo caso, la pratica di pubblicare i nomi dei sospetti in circostanze simili è aumentata nei tabloid giapponesi e nei settimanali di notizie e, infine, nei giornali nazionali e nelle agenzie di stampa.
La famiglia del comandante Naoyuki Nagashima citò in giudizio All Nippon Airways, lo stato giapponese e la famiglia di Yuji Nishizawa per la sua morte, sostenendo che erano state la scarsa sicurezza all'aeroporto ed a bordo dell'aereo portare all'incidente. Il 21 dicembre 2007 è stato raggiunto un accordo con termini non divulgati.
Il numero del volo è ancora in uso e sulla stessa rotta, ma ora è operato da un Boeing 787-8.
L'aereo coinvolto ha continuato a volare per All Nippon Airways fino al 2014, quando è stato ritirato dall'uso.